# Hitchensova britva
Hitchensova britva jest zakon u epistemologiji (filozofska britva) koji tvrdi da teret dokazivanja ili onus leži na onome koji izriče tvrdnju, a ako ga on ili ona ne zadovolji, protivnik ne mora raspravljati protiv neosnovane tvrdnje. Nazvan je po novinaru i piscu Christopheru Hitchensu (1949. – 2011.) koji ga je formulirao ovako:
| “ | Ono što se tvrdi bez dokaza, može se i bez dokaza opovrći. | ” |

Hitchensova britva zapravo je prijevod latinske izreke "Quod gratis asseritur, gratis negatur", koja se naširoko rabi najmanje još od ranog 19. stoljeća, no Hitchensov engleski prijevod fraze učinio ju je poznatijom u 21. stoljeću. Ona se rabi, primjerice, za opovrgavanje presupozicionalne apologetike.
Richard Dawkins, Hitchensov poznanik i ateistički aktivist, formulirao je pri TED-u u veljači 2002. inačicu tog zakona koji ima istu implikaciju:
| “ | Onus je na vama da kažete zašto, onus nije na ostatku nas da kažemo zašto ne. | ” |

Dawkins rabi ovu inačicu u raspravi protiv agnosticizma, koji opisuje kao "slabašan" u usporedbi s ateizmom jer odbija suditi o tvrdnjama koje su, iako ne potpuno falsifikabilne, vrlo nevjerojatne da bi bile istinite.

## Više informacija
- Ockhamova britva
- Russellov čajnik